# Exodus (альбом Боба Марли)
Exodus — студийный альбом ямайской рэгги-группы Bob Marley & The Wailers, вышедший в 1977 году.
Большая часть альбома была записана в Лондоне. Альбом занял 15-ю позицию в R&B Albums и 20-ю позицию в Billboard 200. Синглы «Jamming», «Waiting in Vain» и «One Love/People Get Ready» стали большими интернациональными хитами. Успех Exodus возвёл Марли в статус мировой звезды.
14 марта 1996 года RIAA присвоила альбому золотой статус. В 1999 году журнал Time назвал Exodus лучшим альбомом двадцатого века. В 2003 году альбом занял 169-ю позицию в списке 500 величайших альбомов всех времён по версии журнала Rolling Stone.

## Список композиций
Все композиции написаны Бобом Марли.

### Оригинальное издание
Сторона А
1. «Natural Mystic» – 3:31
2. «So Much Things to Say» – 3:08
3. «Guiltiness» – 3:20
4. «The Heathen» – 2:32
5. «Exodus» – 7:38

Сторона Б
1. «Jamming» – 3:32
2. «Waiting in Vain» – 4:15
3. «Turn Your Lights Down Low» – 3:40
4. «Three Little Birds» – 3:01
5. «One Love / People Get Ready» – 2:50

Бонус-треки CD-издания
1. «Jamming (long version)» – 5:55
2. «Punky Reggae Party (long version)» – 6:52

### Deluxe Edition
| Диск 1: Exodus Remastered 1. «Natural Mystic» – 3:31 2. «So Much Things to Say» – 3:08 3. «Guiltiness» – 3:20 4. «The Heathen» – 2:32 5. «Exodus» – 7:38 6. «Jamming» – 3:32 7. «Waiting in Vain» – 4:15 8. «Turn Your Lights Down Low» – 3:40 9. «Three Little Birds» – 3:01 10. «One Love / People Get Ready» – 2:50 11. «Roots» - 3:43 12. «Waiting in Vain» (alternative take) - 4:44 13. «Jamming» (long version, A-side of 12" single) – 5:52 14. «Jamming» – 3:04 15. «Exodus (version)» – 3:08 | Диск 2: Exodus Live Edition концерт 4 июня 1977 года в Rainbow Theatre, Лондон (ранее не издавались) 1. «The Heathen» – 6:48 2. «Crazy Baldhead / Running Away» – 9:22 3. «War / No More Trouble» – 7:44 4. «Jammin'» – 7:07 5. «Exodus» – 11:49 сессии с Ли Перри, июль-август 1977 года 1. «Punky Reggae Party» (A-side of Jamaican 12" single) – 9:19 2. «Punky Reggae Party» (dub, B-side of Jamaican 12" single) – 8:50 3. «Keep On Moving» (previously unreleased original mix) – 6:26 4. «Keep On Moving» (dub, previously unreleased original mix) – 7:15 5. «Exodus Advertisement» – 1:08 |

## Участники записи
- Боб Марли — вокал, ритм-гитара, акустическая гитара, перкуссия
- Эштон Барретт[англ.] — бас-гитара, перкуссия
- Карлтон Барретт[англ.] — ударные, перкуссия
- Тайрон Дауни[англ.] — клавишные, перкуссия, бэк-вокал
- Элвин Паттерсон[англ.] — перкуссия
- Джуниор Марвин-Хансон[англ.] — соло-гитара
- I Threes — бэк-вокал
- Дональд Кинси — соло-гитара

## Позиции в хит-парадах
Годовые чарты:
| Хит-парад (1977)             | Позиция |
| ---------------------------- | ------- |
| Великобритания (Gallup Poll) | 27      |